# Internet Adult Film Database
Internet Adult Film Database (IAFD) är en engelskspråkig amerikansk webbplats, med information inom ämnet pornografi. Den listar filmer, skådespelare, regissörer och annat. Den är ungefär som Internet Movie Database, då alla kan söka där och även komplettera informationen.
Databasen startades 1999, som en förlängning av nederländaren Peter Van Aarles egna branschkatalogisering (inledd 1981). 2011 besöktes den 20 miljoner gånger.
IAFD samlade 2011 uppskattningsvis 120 000 filmer och 115 000 skådespelare. 2021 har den siffran vuxit till 540 000 titlar och drygt 200 000 skådespelare och regissörer.

## IAFD och AFD
IAFD ska inte blandas samman med AFD – Adult Film Database. Denna snarliknande webbplats startades 1991 av en amerikansk collegestudent och bytte 1999 namn från Sodomite till det nuvarande. Databasen listade mars 2019 drygt 100 000 filmer och 60 000 skådespelare.